# Aëropus I van Macedonië
Aëropus I (Aëropos I) (Oudgrieks Αεροπός Α'), was een koning van Macedonië van 602 tot 576 v.Chr. en was afkomstig uit het huis der Argeaden. Volgens Herodotos was hij een zoon van Philippus I van Macedonië en vader van Alcetas I van Macedonië die hem na zijn dood opvolgde.
Volgens Marcus Iunianus Iustinus was Aëropus nog maar een baby toen zijn vader overleed. De Illyriërs zouden deze gelegenheid hebben aangegrepen om met een groot leger tegen Macedonië ten strijde te trekken. Toen de Illyriërs de overhand kregen in deze strijd, weten de Macedoniërs dit aan de afwezigheid van de Macedonische koning. Zij zouden daarop de wieg met de kleine Aëropus I achter de frontlinie hebben geplaatst. De Macedoniërs werden echter steeds verder teruggedrukt. Pas op het allerlaatste moment, toen de jonge Macedonische koning in handen van de Illyriërs dreigde te vallen, weerden de Macedoniërs met hun laatste krachten de aanval af en verdreven de vijand.